# I confini del proibito
I confini del proibito (The Kidnappers) è un film del 1953 diretto da Philip Leacock.